# Сешеке
Сешеке (англ. Sesheke)— місто на південному заході Замбії, на річці Замбезі, яка у цьому місці утворює кордон Замбії з Намібією. Населення 20162 особи (2005).
В травні 2004 року було закінчене будівництво моста, який з'єднав Сешеке з Катіма-Муліло на намібійському березі Замбезі. З відкриттям мосту почався рух по крізному Транскапрівійському шосе від столиці Замбії Лусаки до Уолфіш-Бею на атлантичному узбережжі Намібії.

## Клімат
Місто знаходиться у зоні, котра характеризується кліматом помірних степів та напівпустель. Найтепліший місяць — жовтень із середньою температурою 26.4 °C (79.5 °F). Найхолодніший місяць — липень, із середньою температурою 15.9 °С (60.6 °F).
| Клімат Сешеке           | Клімат Сешеке | Клімат Сешеке | Клімат Сешеке | Клімат Сешеке | Клімат Сешеке | Клімат Сешеке | Клімат Сешеке | Клімат Сешеке | Клімат Сешеке | Клімат Сешеке | Клімат Сешеке | Клімат Сешеке | Клімат Сешеке |
| Показник                | Січ.          | Лют.          | Бер.          | Квіт.         | Трав.         | Черв.         | Лип.          | Серп.         | Вер.          | Жовт.         | Лист.         | Груд.         | Рік           |
| Середня температура, °C | 25,3          | 25            | 24,7          | 22,9          | 19,2          | 16,3          | 15,9          | 18,8          | 23,2          | 26,4          | 26,3          | 25,4          | 22,5          |
| Норма опадів, мм        | 161.4         | 151.5         | 86.4          | 19.6          | 1.1           | 0.5           | 0             | 0             | 1.9           | 23.3          | 70.6          | 147.7         | 664           |
| Днів з опадами          | 15,5          | 13,4          | 8,7           | 2,8           | 0             | 0             | 0             | 0             | 0,8           | 3,8           | 9,6           | 13,5          | 68,1          |
| Вологість повітря, %    | 78.6          | 81.2          | 77.3          | 70.4          | 63.4          | 60.7          | 57.9          | 49            | 40.5          | 48.6          | 59.7          | 75            | 63.5          |
| ----------------------- | ------------- | ------------- | ------------- | ------------- | ------------- | ------------- | ------------- | ------------- | ------------- | ------------- | ------------- | ------------- | ------------- |
| Джерело: Weatherbase    |               |               |               |               |               |               |               |               |               |               |               |               |               |